# Servantes de la Très Sainte Trinité et des pauvres
Les Servantes de la Très Sainte Trinité et des pauvres (en latin : Congregationem Ancillarum a SS. Trinitate et a Pauperibus) sont une congrégation religieuse féminine hospitalière de droit pontifical.

## Historique
Le 20 février 1892, Dorothée Chávez Orozco (1867-1949) guérit d'une pleurésie et promet de consacrer sa vie au service des pauvres malades dans l'hôpital de la Santísima Trinidad de Guadalajara. Elle fonde sa congrégation avec l'aide du Père Miguel Cano Gutiérrez et prononce des vœux religieux avec deux compagnes le 25 décembre 1897 ; elle prend alors le nom religieux de Marie-Vincente de Sainte-Dorothée.
Le 12 mai 1905, la congrégation reçoit une première approbation de l'archevêque de Guadalajara, José de Jesús Ortíz y Rodríguez ; avec l'accord du Saint-Siège, il l'établit comme institut religieux de droit diocésain le 10 août 1911. Les Servantes des pauvres sont agrégées à l'ordre des Frères mineurs le 2 octobre 1939 et obtiennent le décret de louange le 28 avril 1962.

## Activités et diffusion
Les Servantes des pauvres se consacrent aux soins des personnes âgées et des malades et fournissent leurs services dans les hôpitaux et les maisons de retraite.
Elles sont présentes dans huit diocèses du Mexique.
La maison-mère est à Guadalajara.
En 2017, la congrégation comptait 130 sœurs dans 20 maisons.